# قرار مجلس الأمن التابع للأمم المتحدة رقم 696
قرار مجلس الأمن التابع للأمم المتحدة رقم 696، الذي تم تبنيه بالإجماع في 30 مايو 1991، بعد الإشارة إلى الرغبة في توقيع اتفاقيات بيسيس بين الحركة الشعبية لتحرير أنغولا ويونيتا في أنغولا، والانسحاب الأخير لجميع القوات الكوبية، وبعد النظر في تقرير من الأمين العام، وافق المجلس على توصيات خافيير بيريز دي كوييار وأنشأ بعثة الأمم المتحدة الثانية للتحقق في أنغولا، مشيرًا إلى أن ولاية بعثة الأمم المتحدة الأولى للتحقق في أنغولا (1989-1991) على وشك الانتهاء.
قرر المجلس إنشاء بعثة الأمم المتحدة الثانية للتحقق في أنغولا لفترة أولية مدتها سبعة عشر شهرًا لتحقيق أهداف الأمين العام، وهي مراقبة عملية نزع السلاح والتحقق منها ودعم إنشاء جيش وطني واحد جديد ومراقبة إزالة الألغام وتقديم المساعدة الإنسانية. وبسط سلطة الحكومة على كل البلاد المتضررة من الحرب الأهلية.
كما طلب القرار من الأمين العام إبقاء المجلس على اطلاع دائم بالتطورات والإبلاغ عن التوقيع على اتفاقات بيسيس.

## روابط خارجية
- نص القرار في undocs.org